# إيف داوست
إيف داوست هو ملحن كندي، ولد في 10 أبريل 1946 في لونغوي في كندا.

## وصلات خارجية
- إيف داوست على موقع IMDb (الإنجليزية)
- إيف داوست على موقع ميوزك برينز (الإنجليزية)
- إيف داوست على موقع ديسكوغز (الإنجليزية)